# Profesionalen Obštinski Futbolen Klub Botev Vraca 2012-2013

## Rosa
| N. |                     | Ruolo | Calciatore           |
| -- | ------------------- | ----- | -------------------- |
| 1  | Bulgaria (bandiera) | P     | Hristo Mitov         |
| 2  | Italia (bandiera)   | D     | Alessandro Marchetti |
| 4  | Serbia (bandiera)   | D     | Darko Savić          |
| 5  | Brasile (bandiera)  | D     | Jairo                |
| 6  | Bulgaria (bandiera) | D     | Tihomir Naydenov     |
| 7  | Bulgaria (bandiera) | C     | Iliya Iliev          |
| 8  | Bulgaria (bandiera) | C     | Svetoslav Valeriev   |
| 9  | Bulgaria (bandiera) | C     | Tsvetelin Tonev      |
| 10 | Bulgaria (bandiera) | A     | Andrey Atanasov      |
| 11 | Bulgaria (bandiera) | A     | Borislav Borisov     |
| 13 | Bulgaria (bandiera) | D     | Nikolay Marinov      |
| 14 | Bulgaria (bandiera) | C     | Nikolay Nikolov      |

| N. |                     | Ruolo | Calciatore               |
| -- | ------------------- | ----- | ------------------------ |
| 15 | Bulgaria (bandiera) | C     | Dilyan Dimitrov          |
| 16 | Brasile (bandiera)  | C     | Bruno Leonardo Vicente   |
| 17 | Bulgaria (bandiera) | A     | Ivan Kokonov             |
| 18 | Bulgaria (bandiera) | C     | Lyuboslav Petrov         |
| 19 | Bulgaria (bandiera) | C     | Nikolay Hristov          |
| 20 | Bulgaria (bandiera) | D     | Asen Georgiev            |
| 21 | Bulgaria (bandiera) | P     | Zdravko Chavdarov        |
| 22 | Bulgaria (bandiera) | D     | Ruslan Kuang             |
| 23 | Bulgaria (bandiera) | C     | Vasil Velev              |
|    | Bulgaria (bandiera) | D     | Rosen Vankov             |
|    | Bulgaria (bandiera) | A     | Rumen Rangelov           |
|    | Uruguay (bandiera)  | D     | Pablo Caballero González |